# Deutsche Meisterschaften im Bahnradsport 1949 (Amateure)
Die Deutschen Meisterschaften im Bahnradsport 1949 der Amateure fanden 30. und 31. August auf der Radrennbahn von Aachen (Sportanlage Krummerück, Stadtteil Driescher Hof) statt. Es wurden die Deutschen Meister im Sprint, in der Einerverfolgung und in der Mannschaftsverfolgung ermittelt. Am Start waren Radrennfahrer aus allen vier Besatzungszonen. Der Bund Deutscher Radfahrer hatte den Verein „RC Aachen“ mit der Organisation beauftragt.

## Sprint
Zehn Ausscheidungsläufe standen am Beginn des Wettkampfes. 40 Fahrer waren angetreten. Es folgten Hoffnungsläufe, Vorläufe, erneut Hoffnungsläufe und Zwischenläufe bis die besten acht Sprinter ermittelt waren. Der Sprint wurde von zahlreichen Protesten einzelner Fahrer begleitet. Etliche Läufe wurden wiederholt. Im Finale gewann Willy Trost gegen Hans Westerhold mit einer Reifenstärke. Westerhold legte Protest wegen Behinderung ein, dieser wurde abgelehnt. Damit hatte Trost seinen Titel aus dem Vorjahr verteidigt.
| Ergebnis |                  |                        |
|          | Name             | Verein/Team            |
| 1.       | Willy Trost      | RSV Staubwolke Köln    |
| 2.       | Hans Westerhold  | RC Colonia Köln        |
| 3.       | Karl Schleier    | Radsportfreunde Bochum |
| 4.       | Clemens Kaufmann | RC Schmitter Köln      |

## Einerverfolgung
20 Verfolger bestritten das Meisterschaftsturnier. Nach zehn Vorläufen, drei Hoffnungsläufen und vier Zwischenläufen wurden die Finals um die Podiumsplätze ausgefahren. Willy Schäfer fuhr Meisterschaftsbestzeit und gewann den Titel sicher.
| Ergebnis |                |                              |
|          | Name           | Ort                          |
| 1.       | Willy Schäfer  | Staubwolke Frankfurt am Main |
| 2.       | Karl Loose     | RSC Falke Köln-Sülz          |
| 3.       | Horst Holzmann | VC Frankfurt am Main         |
| 4.       | Meulenbergh    | RC Zugvogel 09 Aachen        |

## Mannschaftsverfolgung
Nur sechs Mannschaften traten zur Meisterschaft an. Die zeitschnellsten Vierer bestritten die Finals. Der RC Herpersdorf gewann das Finale.
| Ergebnis |                       |                                                             |
|          | Verein                | Fahrer                                                      |
| 1.       | RC Herpersdorf        | Gotthard Dinta Lösel Rheinwald Heinrich Rühl                |
| 2.       | RV Berlin-Luisenstadt | Harry Baschke Hans Schliebener Richard Walter Heinz Weinert |
| 3.       | RSV Staubwolke Köln I | Hans Hennerici Matthias Schmitz Jakob Tabat Hans Westerhold |